# Кенбидаик
Кенбидаик (каз. Кеңбидайық) — село в Коргалжынском районе Акмолинской области Казахстана. Административный центр Кенбидаикского сельского округа. Код КАТО — 116037100.

## География
Село расположено в восточной части района, на расстоянии примерно 44 километров (по прямой) к востоку от административного центра района — села Коргалжын.
Абсолютная высота — 336 метров над уровнем моря.
Климат холодно-умеренный, с хорошей влажностью. Среднегодовая температура воздуха положительная и составляет около 4,5°С. Среднемесячная температура воздуха в июле достигает +21,1°С. Среднемесячная температура января составляет около -14,1°С. Среднегодовое количество осадков составляет около 375 мм. Основная часть осадков выпадает в период с июня по июль.
Ближайшие населённые пункты: село Сабынды — на севере, село Арыкты — на юго-западе.
Через село проходит автодорога областного значения — КС-16 «Коргалжын — Арыкты — Сабынды».

### Улицы[4]
- ул. Бигельдинова,
- ул. Каракога,
- ул. Ракымжанова,
- ул. Сейфуллина.

Всего — 4 улиц.

## Население
В 1989 году население села составляло 2039 человек (из них казахи — 70%).

В 1999 году население села составляло 1124 человека (563 мужчины и 561 женщина). По данным переписи 2009 года, в селе проживало 479 человек (229 мужчин и 250 женщин).
| Численность населения | Численность населения | Численность населения |
| 1989                  | 1999                  | 2009                  |
| --------------------- | --------------------- | --------------------- |
| 2039                  | ↘1124                 | ↘479                  |